# Moränget
Moränget är ett naturreservat i Rättviks kommun i Dalarnas län.
Området är naturskyddat sedan 1999 och är 30 hektar stort. Reservatet består av myrmark med sumpskog och granar i kanten av myrar och kärr.